# Länsväg U 835
Länsväg U 835 är en övrig länsväg i Sala kommun i Västmanlands län som går mellan tätorten Sala och Dalarnas läns gräns vid Näckenbäck. Vägen är 29 kilometer lång, asfalterad och passerar bland annat genom småorten Saladamm.
Hastighetsgränsen är till större delen 80 kilometer per timme förutom inom tätorten Sala respektive en kortare sträcka inom småorten Saladamm där den är 50 samt sträckorna närmast dessa orter är den 70.
Inom Sala tätort heter vägen Silvermyntsgatan respektive Saladammsvägen.
Vägen ansluter till:
- Länsväg U 800 (vid Sala)
- Länsväg U 837 (vid Saladamm)
- Länsväg U 838 (vid Ingborgbo)
- Länsväg U 832 (vid Österbo)
- Länsväg U 839 (vid Lisselbo)
- Länsväg U 833 (vid Nordankil)
- Länsväg U 834 (vid Gammelby)
- Länsväg U 830 (vid Trekanten)
- Länsväg U 840 (vid Trekanten)
- Länsväg W 705 (vid Dalarnas läns gräns, nära Näckenbäck)